# Maria Marly de Oliveira (filósofa)
Maria Marly de Oliveira Costa (22 de marzo de 1950, Juazeiro do Norte Estado de Ceará, Brasil) es una filósofa y educadora brasileña. Actualmente es profesora de la planta permanente de maestrías y de la Escuela Doctoral de Ciencias y Matemática de la Universidad Federal Rural de -UFRPE. Es líder del Grupo de Investigación Profesorado-CNPq-UFRPE. Educadora e investigadora comprometida con posturas adoptadas de forma interdisciplinaria como el buque insignia de su investigación, el círculo hermenéutico dialéctico (CHD) articulando con dialogicidad (Paulo Freire) y el Pensamiento Complejo (Edgar Morin).

## Biografía
En 1971, obtuvo la licenciatura en filosofía, por la Universidad Federal de Ceará, UFC; y en 1975, obtuvo su graduación en pedagogía, por la Universidad Federal de Pernambuco, UFPE, Brasil. Entre 1983 y 1987, su maestría en educación (Concepto CAPES 4), por la Universidad Federal de Pernambuco, defendiendo la tesis Faculdades de Formação de Professores no interior de Pernambuco: injunções políticas, con su supervisor Maria José Baltar. Y en 1999, el doctorado en educación, por la Universidad de Sherbrooke, Sherbrooke, Canadá, con su tesis Formaçao em Associativismo e Desenvolvimento Local no Nordeste do Brasil: a experiência de Camaragibe, con su orientador Normand M Bengle.

## Algunas publicaciones
- Sequência Didática Interativa no processo de formação de professores. 1ª ed. Petrópolis: Editora Vozes, 258 pp. (2013)

- Como fazer pesquisa qualitativa. 4ª ed. Petrópolis: Editora VOZES, 232 pp. (2012)

- Formação de Professores: estratégias inovadoras no Ensino de Ciências e Matemática. 1ª ed. Recife: Editora Univ. UFRPE, vol. 250. 263 pp. (2012)

- Círculo hermenêutico-dialético como sequência didática interativa. Interfaces Brasil/Canadá 12: 235-251 (2011)

- Metodologia Interativa: um processo hermenêutico dialético. Interfaces Brasil/Canadá 1: 67-78, (2010)

- Como fazer projetos, relatorios, monografias, dissertacoes e teses. 2ª edición de Impetus, 190 pp. ISBN 85-7626-007-7, ISBN 978-85-7626-007-3 (2003) 4ª edición de Elsevier, 192 pp. ISBN 85-352-3132-3, ISBN 978-85-352-3132-8 (2008)

- Projetos, relatórios e textos na educação básica: como fazer. Editor Vozes, 210 pp. ISBN 85-326-3609-8, ISBN 978-85-326-3609-6 (2008)

- Como fazer pesquisa qualitativa. 2ª edición de Vozes, 182 pp. ISBN 85-326-3377-3, ISBN 978-85-326-3377-4 (2007)

- Sequencia didatica interativa no processo de Formaçao de Professores. Editor Vozes 288 pp. ISBN 85-326-4472-4, ISBN 978-85-326-4472-5 (2002) resumen en línea (enlace roto disponible en Internet Archive; véase el historial, la primera versión y la última).

- Formation en associativisme et développement local dans le Nord-Est du Brésil: l'expérience de Camaragibe. Tesis de la Universidad de Sherbrooke. Ed. Univ. de Sherbrooke. 352 pp. (1999)

### Capítulos de libros
- n.p.g.s. Almeida, maria m. Oliveira, c.a. Pires. Utilizando a inserção e integração das tecnologias da informação e comunicação no cotidiano escolar. En: Maria Marly de Oliveira (org.) Utilizando a inserção e integração das tecnologías da informação e comunicação no cotidiano escolar. 1ª ed. Petrópolis: Editora Vozes, vol. 1, pp. 252-267 (2013)

- maria m. Oliveira, m.m. Araujo, r.p. Silva, c.n.p. Santos. Influências de estratégias inovadoras na prática docente no ensino de Biologia. En: Maria Marly de Oliveira (org.) Formação de Professores: estratégias inovadoras no Ensino de Ciências e Matemática. 1ª ed. Recife: Editora Univ. UFRPE, vol. 250, pp. 141-171 (2012)

- a.l. cavalcante Neto, maria m. Oliveira. Conexões entre formação de professores: ciência, interdisciplinaridade e prática docente. En: Zélia Jófli ; Fátima Gomes (org.) Paulo Freire: diálogos e práticas educativas. XII ed. Recife: Ediciones Bagaço, vol. 500, pp. 361-393 (2012)

- maria m. Oliveira. Complexidade e Dialogicidade trabalhadas no processo de Formação de Professores. En: Maria Marly de Oliveira (org.) Formação de Professores: estratégias inovadoras no Ensino de Ciências e Matemática. 1ª ed. Recife: Editora Univ. UFRPE, vol. 250, pp. 13-25 (2012)

- j.d.b. Cavalcanti, maria m. Oliveira, t.a. Silva, f.p.s. Assis. Algumas considerações sobre matemática e seu ensino na perspectiva dos estudantes do Curso de Pedagogia. En: Maria Marly de Oliveira (org.) Formação de Professores: estratégias inovadoras no Ensino de Ciências e Matemática. 1ª ed. Recife: Editora Univ. UFRPE, vol. 20, pp. 194-209 (2012)

- n.p.g.s. Almeida, maria m. Oliveira. (Re)Pensar o Processo da Formação de Professores de Ciências Fundamentado nos Paradigmas da Complexidade e Dialogicidade. En: Maria Marly de Oliveira (org.) Formação de Professores; estratégias inovadoras no Ensino de Ciências e Matemática. 1ª ed. Recife: Editora Univ. UFRPE, vol. 250, pp. 238-263 (2012)

- maria m. Oliveira. Metodologia, métodos e técnicas. Como fazer projetos, relatórios, monografias, dissertações e teses. São Paulo: Campus /Elsevier pp. 19-30 (2010)

- ana paula bezerra Silva, maria m. Oliveira. Seqüência Didática Interativa no Ensino da Matemática no Curso Normal Médio. En: Oliveira, Maria Marly de (org.) CTSA: experiências multi e interdisciplinares no Ensino de Ciências e Matemática. Recife: Edições Bagaço pp. 123-140 (2009)

- josé Luís, maria m. Oliveira, . Josinalva Estacio. Formação de professores e reflexos no ensino de matemática en quanto à produção de conhecimentos. En: Oliveira, Maria Marly de (org.) CTSA: experiências multi e interdisciplinares no Ensino de Ciências e Matemática. Recife: Edições Bagaço pp. 333-356 (2009)

## Honores
Miembros de
- Centro Paulo Freire, de su Comisión Científica.[3]